# Republica de la Ploiești

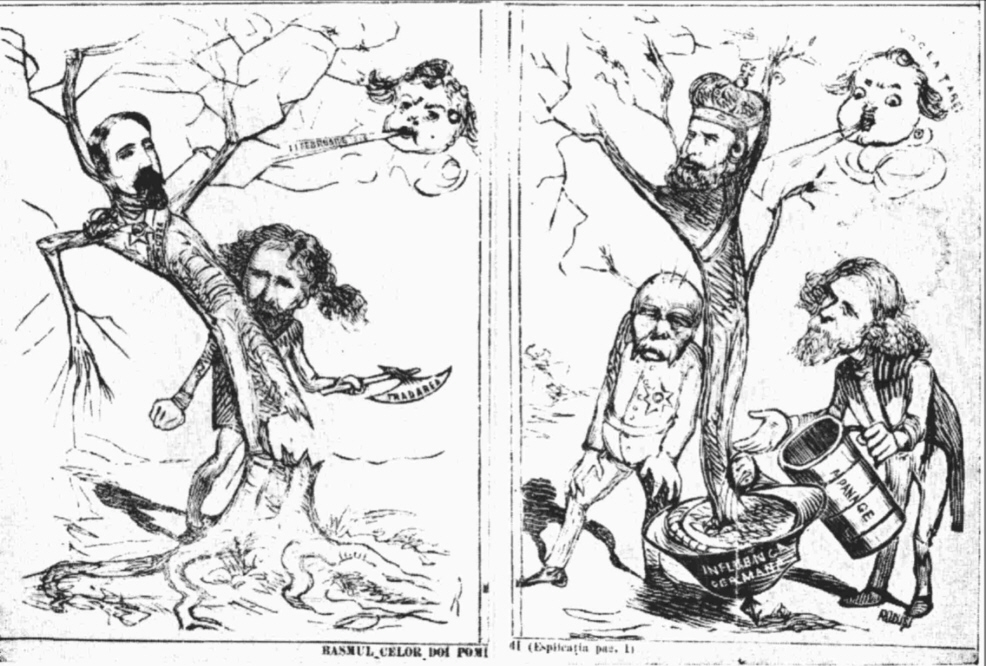
Caricatură antidinastică publicată în „Ghimpele”, în 1872. În stânga: Al. I Cuza trădat de Ion Brătianu. În dreapta: Carol I sprijinit de Bismark și Brătianu, având la bază influența germană și având împotrivă „vocea țării”.

Republica de la Ploiești este denumirea unei mișcări  din data de 8 august 1870, considerată ca fiind ultima mare încercare de revoluție din spațiul românesc al secolului al XIX-lea sau ultimul val al revoluției de la 1848. În istoriografia românească de dinainte de 1989, această mișcare a fost considerată ca fiind antidinastică.

## Descrierea evenimentelor
Formarea acestei mișcări conspirative este determinată de dezamăgirea unor oameni politici ai vremii care sperau ca prin supunerea față de o dinastie străină să fie realizată o relaxare, o liniște între partidele politice.
În apropierea zilei de 8 august 1870 s-au întrunit două organizații conspirative având la conducere pe C.T. Grigorescu respectiv pe Radu Stanian. Din aceste organizații mai făceau parte Candiano Popescu, Stan Popescu, preotul Nicolae Ioachimescu, locotenentul Comiano, Mitică Călinescu, Titu Bălăceanu, Petre Apostolescu, Guță Andronescu-Grădinaru.
La această adunare conspirativă se împart sarcinile fiecărui membru al organizației și se face cunoscut că totul este organizat, domnitorul va fi detronat, conducerea va fi preluată de o regență, se va ocupa telegraful, armata și unele orașe mari vor solidariza cu mișcarea conspirativă.
Se înlătură temerile unora de o intervenție străină, se confecționează steagul nou, stabilindu-se semnale ca tragerea clopotelor și sunarea trâmbițelor gărzii naționale.
Primii ani de domnie ai lui Carol I s-au caracterizat printr-o mare agitație politică și o continuă instabilitate guvernamentală. Între 11 mai 1866 și 7 august 1871 au avut loc nu mai puțin de nouă schimbări de guverne, (durata medie sub 7 luni).
În fruntea agitatorilor se aflau liberalii radicali care, după ce contribuiseră la înlăturarea lui Alexandru Ioan Cuza, nu se împăcau cu gândul de a avea un domnitor pe viață, care ar putea abuza de situația sa, drept care îl acuzau pe Carol I de tendințe autocratice.
Izbucnirea războiului franco-prusac, la 7/19 iulie 1870, a generat un val de simpatie pentru Franța, fapt ce a amplificat curentul ostil lui Carol, care nu ezita să-și manifeste încrederea în victoria țării sale de origine.
Liberalii radicali au pus la cale o acțiune de înlăturare a domnitorului, organizând mai multe centre din care să pornească mișcarea: București, Ploiești, Craiova, Pitești, Buzău, precum și din tabăra militară de la Furceni. Principalii conspiratori erau C. A. Rosetti, Ion C. Brătianu, Eugeniu Carada - colaborator apropiat al lui Ion C. Brătianu, prim redactor al ziarului „Românul” condus de C. A. Rosetti, Constantin Ciocârlan – fost prefect al Poliției Capitalei, maiorul C. Pilat (ginerele lui C. A. Rosetti), Alexandru Candiano-Popescu și dr. D. Sergiu.
Acțiunea a fost planificată pentru noaptea de 7/8 august 1870, dar ofițerii de la Furceni au propus amânarea acesteia pentru a se vedea rezultatul războiului dintre Franța  și Prusia.
Unul dintre conspiratori, Candiano Popescu de la Ploiești, nu a acceptat această amânare. El avea să explice că a procedat astfel din două motive:
1) Primul, de ordin intern, fiind hotărât să dea „o lecție de protestare energică” contra înclinărilor domnitorului străin și a regimului inaugurat de dânsul prin care voia „să pună persoana sa mai presus de ființa statului român“;
2) Al doilea se datora situației internaționale. El era convins că Franța va fi biruitoare și se temea că la încheierea tratatului de pace aceasta să „găsească pe tronul României un Hohenzollern“.
În noaptea de 7/8 august, Candiano Popescu și grupul său de conspiratori au ocupat prefectura și telegraful din Ploiești. Încă din zori, clopotele bisericilor au început să bată, iar populația s-a adunat în centrul orașului. Aici, în fața mulțimii, Candiano Popescu a citit o telegramă, pe care ar fi primit-o de la Ion C. Brătianu, prin care se comunica:
„Vă fac cunoscut că principele Carol I a fost detronat astă noapte”, a fost numită o Regență în frunte cu generalul Nicolae Golescu și s-a constituit un nou guvern, având la ministerul de Război pe Ion C. Brătianu.
Totodată, Candiano Popescu a anunțat că el a fost numit prefectul județului Prahova.
Participanții au aplaudat și au început să strige: „Ura! Am scăpat de neamț”. Apoi, mulțimea – estimată la „trei mii de oameni” – în frunte cu „noul prefect” și cu un preot îmbrăcat în odăjdii, a pornit spre cazarma dorobanților, unde sergentul de la depozitul de muniție a primit ordin „să împartă arme la popor”.
Candiano Popescu i-a prezentat maiorului Polizu, comandantul unității, o telegramă „semnată” de Ion C. Brătianu – ministrul de Război și Manolache Costache Epureanu – ministrul de Interne, cu următorul conținut:
„Vă fac cunoscut că prințul Carol s-a detronat astă noapte de către popor. În numele guvernului provizoriu vă ordon a lua comanda garnizoanei și pe dată a supune armata la jurământ pentru noul guvern. Totodată vă veți pune la ordinul prefectului Alexandru Candiano Popescu, veți menține ordinea, iar de urmare veți raporta pe dată”.
Maiorul Polizu nu a dat crezare telegramei și a declarat că va apăra cazarma.
Fără să intre în discuții contradictorii cu respectivul maior, Candiano Popescu s-a deplasat la închisoarea orașului unde a eliberat „un număr de arestați”.
De asemenea, a expediat o telegramă căpitanului Georgescu, comandantul grănicerilor de la Predeal:
„Principele Carol răsturnat, guvernul provizoriu instalat, având de cap pe generalul N. Golescu ca regent.
Sunt prefectul districtului, numit de guvernul provizoriu.
Concentrați imediat grănicerii și în 24 de ore, dacă se poate, să fiți la Ploiești.
Aștept de la patriotismul Dumneavoastră și de la energia Dumneavoastră acest serviciu”.
Pentru a face cunoscută acțiunea pe plan internațional, „prefectul” a expediat  ziarului românesc „Adevărul”, care apărea la Pesta, următoarea telegramă:
„Principele Carol răsturnat, guvernul provizoriu înființat sub titlul de Regență. În Ploiești mare entuziasm”.
Șeful stației telegrafice din Predeal, Iuliu Filipescu, s-a arătat circumspect, a oprit cele două telegrame și a anunțat  guvernul de la București.
Îndată ce a aflat despre „rebeliune”, guvernul condus de Manolache Costache Epureanu a trecut la arestarea suspecților, în frunte cu Eugeniu Carada, Ion C. Brătianu și generalul Nicolae Golescu.
La Ploiești, armata a ridicat în noaptea de 8/9 august „peste 400 de cetățeni de la locuințele lor pentru a-i arunca în închisoare”. Neputând organiza rezistența, Candiano Popescu a părăsit orașul, dar a fost prins la Buzău.
În Proclamația Consiliului de Miniștri către cetățenii români se aprecia că o „tentativă atât de nebună, cât și de criminală a fost încercată la Ploiești”, iar „criminalii vor da seamă justiției de faptele lor”.
Conspiratorii au fost trimiși în fața Curții de Jurați din Târgoviște. Aceștia s-au apărat, invocând faptul că o acțiune similară a avut loc în noaptea de 11/12 februarie 1866, când a fost înlăturat domnitorul Alexandru Ioan Cuza, act în urma căruia nimeni nu a fost arestat, iar unii dintre complotiști se aflau pe banca ministerială.
Avocatul Nicolae Fleva declara:
„Dacă este revoluțiune faptul de la 8 august și se cere osândirea lui pentru că el este opera câtorva indivizi și nu este dorită de națiunea întreagă, să stabilim mai întâi acest adevăr contestabil al acuzațiunii ca să vedem dacă autorii acestei revoluțiuni sunt nevinovați sau culpabili; să se consulte mai întâi națiunea: să punem revoluțiunea la vot! Să facem plebiscit! Primim bucuroși osânda, dar să vă supuneți și Dumneavoastră la majoritatea voturilor”.
El a amintit că tot „revoluțiune” s-a numit și actul din 11 februarie 1866, acoperit apoi legal prin organizarea plebiscitului privind aducerea domnitorului străin.
La 17/29 octombrie 1870, toți cei 41 de acuzați au fost achitați, fapt ce l-a revoltat profund pe Carol I. În notele sale zilnice, domnitorul menționa că era hotărât să abdice și va aduce această decizie mai întâi la cunoștința Puterilor Garante.
Acțiunea din august 1870 a fost numită în derâdere „Republica de la Ploiești”, fiind obiectul multor umoriști, și mai ales al scriitorului I. L. Caragiale.
În realitate, Candiano Popescu nu a proclamat republica la Ploiești și niciun document semnat de el nu menționează cuvântul republică.
Singura gazetă care a caracterizat acțiunea de la Ploiești ca fiind republicană a fost „Trompeta Carpaților”.
Guvernul reușește să aresteze membri ai mișcării conspirative ca Ion Brătianu, generalul Nicolae Golescu, Bogdan Petriceicu Hașdeu, colonelul Nicolae Crețulescu, și vor urma de represalii deosebit de severe, cu umilire prin bătăi a unora ca preotul Ștefan Dinicescu, Mihail Kogălniceanu, Drăghicescu.
Procesul răzvrătiților s-a mutat de la Ploiești la Târgoviște, sentința judecătorească fiind pronunțată la data de 17 octombrie 1870, participanții civili fiind declarați nevinovați.

## Importanță
Această mișcare conspirativă nu este ceea ce a fost prezentat de presa vremii ori de literatura lui Caragiale, ca o acțiune subversivă a unui grup de cheflii, ci o mișcare organizată care a căutat înlăturarea monarhiei regelui Carol I al României. La această mișcare au participat aproximativ 3000 de oameni, printre ei s-a aflat și tânărul I.L.Caragiale care avea să descrie cu umor isprăvile sale din acea epocă. Evenimentul este o parte memorabilă din istoria Ploieștiului. 
Deși Republica de la Ploiești a rămas în imaginarul colectiv, drept un nume atribuit eșecului comic și nepotrivirii mijloacelor cu scopul idealizat, astfel cum a ilustrat-o Caragiale reducând-o la acțiunile din ziua de 8 august 1870, această mișcare odată abordată în contextul anilor 1866–1871, cu tot eclectismul și incoerențele ei, a relevat totuși o gândire politică antidinastică, republicană și „democrată”. Ea rămâne astfel o expresie a voinței de a se asigura un regim democratic în România și de a bara eventualele tendințe autocratice ale domnitorului.
„Ce s-a întâmplat la Ploiești a fost executarea impecabilă, ca la carte, a unor instrucțiuni ce făceau parte dintr-un plan al unei revoluții naționale”, fiind „o interfață locală, singura declanșată și vizibilă, a unei revoluții care a fost dezamorsată, anulată in extremis în restul țării”. Acest eveniment a reprezentat astfel ultima mare încercare de revoluție românească în secolul al XIX-lea, precum și ultima manifestare a spiritului revoluționar pașoptist, ce a avut scopul de a duce mai departe procesul modernizării țării prin intermediul românilor înșiși și nu prin cel al străinilor.
Spre amintirea evenimentelor respective, din inițiativa lui Dimitrie Brătianu a fost ridicată în Ploiești Statuia Libertății.